# Malù donna
Malù donna (Malu Mulher) è una serie televisiva brasiliana prodotta e trasmessa da TV Globo dal 24 maggio 1979 al 22 dicembre 1980. La protagonista è interpretata da Regina Duarte.

## Trama
Attraverso tematiche quali il divorzio, l'orgasmo femminile, il lesbismo, l'aborto, la prostituzione e la violenza domestica, la serie tratta delle relazioni tra uomini e donne, delle difficoltà della vita coniugale e della vita professionale, dell'educazione dei figli e dei relativi conflitti generazionali. Al centro della serie vi è soprattutto la condizione di una donna moderna ed emancipata, di stampo "femminista", pronta ad assumersi le proprie responsabilità senza nessuna sottomissione alla figura maschile.
Protagonista è la sociologa Maria Lúcia Fonseca, detta Malù, neodivorziata e con figlia dodicenne a carico, che deve far fronte a dolori e a difficoltà, specificatamente in campo lavorativo, e più in generale in un mondo prevenuto e sessista, a cavallo tra gli anni '70 e gli anni '80.
Nell'episodio pilota Malù deve fare i conti con la fine del suo matrimonio con Pedro Henrique, caratterizzato da aggressioni fisiche e verbali e da insicurezze e disaccordi che minano l'educazione della loro figlia adolescente, Elisa. Durante la serie, Malù affronta i problemi del mantenimento della figlia, trasferendosi con lei in una nuova casa. La protagonista, che viene poi assunta in un istituto di ricerca, sarà anche in grado di riprendere in mano la sua vita sentimentale.
Sebbene la maggioranza degli episodi sia incentrata su Malù, il team creativo sposta spesso l'attenzione del pubblico verso i drammi e i problemi di vita dei personaggi secondari. In questo modo, gli sceneggiatori hanno potuto trattare diverse tematiche come la prima esperienza sessuale (nell'episodio Até Sangrar, in cui Malù aiuta una sua cugina trentenne e ancora vergine a superare l'imbarazzo e l'angoscia della prima notte di nozze) o l'aborto in cliniche clandestine (è il caso di un'amica di Malù, Jô, interpretata da Lucélia Santos nell'episodio Ainda Não É Hora).

## Produzione e trasmissione

### Contesto storico
Ispirata al film Una donna tutta sola, commedia di Paul Mazursky del 1978, Malù donna vide la luce in un contesto politico "di transizione". Nel 1978, fu abolito l'Ato Institucional Nº 5, un decreto che dava poteri straordinari al Presidente della Repubblica, come la sospensione dei diritti civili a chiunque per 10 anni. Due anni prima, era stata promulgata la legge sul divorzio. Pochi mesi prima della messa in onda di Malù donna, salì al potere l'ultimo Presidente della dittatura militare, João Figueiredo, in seguito ritenuto il "Presidente dell'apertura". Di lì a poco, infatti, la censura di Stato fu abolita, fu reintrodotto il multipartitismo e nel 1980 fu ristabilita l'elezione diretta dei governatori statali. In questo clima storico, di profondi cambiamenti, Malù donna rappresentò un cambio netto nella drammaturgia televisiva perché - come ha scritto Euclydes Marinho, uno degli sceneggiatori della serie, in Autores: Histórias da Teledramaturgia, edito da Editora Globo - «il programma parlava di argomenti di cui la televisione non parlava, i problemi reali della vita... [Fino ad allora] non si parlava molto della realtà, anche perché la realtà era completamente censurata. (...) Un anno prima, non sarebbe potuto accadere. Sarebbe andata in onda una Malù donna differente: una stupida sitcom». La serie quindi era in perfetta sintonia con una nuova società che permetteva di trattare argomenti fino ad allora scomodi (e quindi censurati) come i conflitti generazionali, matrimonio e divorzio e una nuova idea di "nucleo familiare", in cui la figura del maschio era secondaria.

### Pre-produzione e creazione della serie
I primi incontri per creare Malù donna si svolsero nella casa dell'ideatore e regista principale, Daniel Filho; vi parteciparono i produttori e gli sceneggiatori della serie, oltre a Regina Duarte e alla sociologa Ruth Cardoso - divenuta in seguito first lady del Brasile - che suggerì di intervistare alcuni studenti di Sociologia per delineare meglio il profilo e il personaggio di Malù.
Presentando Malù donna ai dirigenti di Rede Globo, Filho propose loro una versione della serie sulla falsariga delle sit-com americane. Questa versione fu rifiutata, soprattutto dal direttore generale della rete dell'epoca, José Bonifácio de Oliveira Sobrinho (detto Boni), il quale riteneva che l'apertura politica, e la relativa censura, vigente in quegli anni, permettessero alla televisione di affrontare temi controversi in toni drammatici.

### Censura e reazioni del pubblico
Nonostante un ammorbidimento da parte della censura, la tv brasiliana era comunque ancora fortemente soggetta a blocchi e tagli. Nel 1977 per esempio la telenovela serale Despedida de casado, che trattava di divorzio, separazione e sesso fuori dal matrimonio, fu bloccata a 10 giorni dal suo esordio e non fu mai mandata in onda, sebbene fossero già state girate 30 puntate, approvate (in un primo momento) dalla Censura Federal. Anche la serie tv Ciranda cirandinha, del 1978, pesantemente censurata a causa di argomenti come le droghe e l'amore libero, finì per essere cancellata dopo 7 episodi.
Per Malù donna la censura fu più benevola, tuttavia ci vollero infinite negoziazioni tra autori e produttori e il Departamento de Censura de Diversões Públicas (Dipartimento della censura per l'intrattenimento pubblico). Fu così che alcuni temi delicati passarono più o meno indenni: il maltrattamento e le torture subite nei manicomi (come accade a un amico di Malù nell'episodio Hospício geral); l'omosessualità femminile, sebbene solo suggerita e mai mostrata apertamente (nell'episodio O amiga con Angela Leal); l'orgasmo femminile e il sesso fuori del matrimonio (nell'episodio De repente, tudo novamente).
Un altro episodio apparentemente non soggetto a censura fu Ainda não é hora, con Lucélia Santos nel ruolo di una giovanissima amica di Malù intenzionata ad abortire in una clinica illegale; tramite un dialogo tra Malù e il suo ginecologo, la serie suggeriva di essere dalla parte dell'aborto e della sua legalizzazione. Parecchi giornalisti dell'epoca, ammiratori della serie fino a quel momento, criticarono aspramente quell'episodio, sebbene Daniel Filho rigettasse qualunque accusa contro il telefilm e una eventuale presa di posizione verso la liberalizzazione dell'aborto. Anche il pubblico reagì molto negativamente a questa puntata, subissando Rede Globo e la stampa con lettere di protesta.
Nonostante lo sceneggiato fosse basato principalmente su temi generali riguardanti la condizione della donna in quella specifica epoca, molte delle storie trattate nascevano principalmente da racconti ed esperienze - dirette o indirette - degli sceneggiatori e degli interpreti, nonché da casi di cronaca. Per esempio, nell'episodio Malu, a Rainha da Boca, scritto da Walther Negrão, Malù aveva il compito di svolgere una ricerca nell'ambiente della prostituzione a San Paolo: la donna arrivava a fingersi una prostituta, facendosi anche arrestare. L'episodio fu bloccato dalla Censura Federal perché in quel periodo una delle notizie che fece più scalpore in Brasile fu quella di un ufficiale di polizia che picchiava le prostitute. Per questo motivo, la puntata non fu mai mandata in onda, nonostante la Censura Federal avesse tolto il veto sulla trasmissione.

## Diffusione internazionale e riconoscimenti
In seguito al grande successo in patria, Malù donna fu esportata in 50 Paesi stranieri, dove vinse vari premi. In Spagna, nel 1979, ricevette il Premio Ondas da parte di Radio Barcelona della Cadena SER. Nel 1980, la serie vinse l'Iris Award negli Stati Uniti come migliore produzione straniera. Nello stesso anno, Regina Duarte fu insignita del premio dell'Associação Paulista de Críticos de Arte come migliore attrice. Nel 1982, Malù donna vinse premi come migliore programma televisivo in Portogallo e in Grecia.
La serie fu trasmessa anche in altri Paesi europei come la Svezia, la Francia, la Svizzera, l'Italia (nel 1981 sulle TV locali, e in seguito su Rete 4), il Regno Unito (dove l'audience riuscì anche a surclassare i programmi della BBC) e i Paesi Bassi (facendovi registrare una media di tre milioni di spettatori).
Nel 1983, Malù donna arrivò anche sugli schermi cubani, nonostante ci fosse un veto sull'import-export di prodotti brasiliani.

## Colonna sonora
La colonna sonora di Malù donna fu prodotta da Guto Graça Mello ed era composta da 11 tracce, tutte eseguite da donne.
La sigla d'apertura si intitolava Começar de Novo,  composta da Ivan Lins e Vitor Martins e interpretata da Simone Bittencourt de Oliveira. Il pezzo fu reinciso anche in inglese con il titolo di The Island e con testo di Alan e Marilyn Bergman da vari artisti tra cui Barbra Streisand e Sarah Vaughan. 
Gli altri pezzi che costituivano la compilation erano eseguiti da Elis Regina (O Bêbado e a Equilibrista), Rita Lee (Mania de Você), Maria Bethânia (Álibi, scritta da Djavan), Gal Costa (Paula e Bebeto, scritta da Milton Nascimento e Caetano Veloso), Maysa (Dois Meninos) e Joanna (Seu Corpo).